# Hársakalja
Hársakalja ([ˈhaːɾʃɒkˈɒljɒ]) est un quartier de Budapest situé dans le 2e arrondissement.